# Dendropsophus
Dendropsophus är ett släkte av groddjur. Dendropsophus ingår i familjen lövgrodor.

## Dottertaxa tillDendropsophus, i alfabetisk ordning[1]
- Dendropsophus acreanus
- Dendropsophus allenorum
- Dendropsophus amicorum
- Dendropsophus anataliasiasi
- Dendropsophus anceps
- Dendropsophus aperomeus
- Dendropsophus araguaya
- Dendropsophus battersbyi
- Dendropsophus berthalutzae
- Dendropsophus bifurcus
- Dendropsophus bipunctatus
- Dendropsophus bogerti
- Dendropsophus bokermanni
- Dendropsophus branneri
- Dendropsophus brevifrons
- Dendropsophus cachimbo
- Dendropsophus carnifex
- Dendropsophus cerradensis
- Dendropsophus coffeus
- Dendropsophus columbianus
- Dendropsophus cruzi
- Dendropsophus decipiens
- Dendropsophus delarivai
- Dendropsophus dutrai
- Dendropsophus ebraccatus
- Dendropsophus elegans
- Dendropsophus elianeae
- Dendropsophus garagoensis
- Dendropsophus gaucheri
- Dendropsophus giesleri
- Dendropsophus grandisonae
- Dendropsophus gryllatus
- Dendropsophus haddadi
- Dendropsophus haraldschultzi
- Dendropsophus jimi
- Dendropsophus joannae
- Dendropsophus juliani
- Dendropsophus koechlini
- Dendropsophus labialis
- Dendropsophus leali
- Dendropsophus leucophyllatus
- Dendropsophus limai
- Dendropsophus luteoocellatus
- Dendropsophus marmoratus
- Dendropsophus mathiassoni
- Dendropsophus melanargyreus
- Dendropsophus meridensis
- Dendropsophus meridianus
- Dendropsophus microcephalus
- Dendropsophus microps
- Dendropsophus minimus
- Dendropsophus minusculus
- Dendropsophus minutus
- Dendropsophus miyatai
- Dendropsophus nahdereri
- Dendropsophus nanus
- Dendropsophus novaisi
- Dendropsophus oliveirai
- Dendropsophus padreluna
- Dendropsophus parviceps
- Dendropsophus pauiniensis
- Dendropsophus pelidna
- Dendropsophus phlebodes
- Dendropsophus praestans
- Dendropsophus pseudomeridianus
- Dendropsophus reichlei
- Dendropsophus rhea
- Dendropsophus rhodopeplus
- Dendropsophus riveroi
- Dendropsophus robertmertensi
- Dendropsophus rossalleni
- Dendropsophus rubicundulus
- Dendropsophus ruschii
- Dendropsophus sanborni
- Dendropsophus sarayacuensis
- Dendropsophus sartori
- Dendropsophus schubarti
- Dendropsophus seniculus
- Dendropsophus soaresi
- Dendropsophus stingi
- Dendropsophus studerae
- Dendropsophus subocularis
- Dendropsophus timbeba
- Dendropsophus tintinnabulum
- Dendropsophus triangulum
- Dendropsophus tritaeniatus
- Dendropsophus walfordi
- Dendropsophus werneri
- Dendropsophus virolinensis
- Dendropsophus xapuriensis
- Dendropsophus yaracuyanus